# Dan Zetterström
Dan Zetterström (* 1. června 1954) je švédský ilustrátor a ornitolog. Je znám především jako ilustrátor a spoluautor určovací příručky ptáků Ptáci Evropy, severní Afriky a Blízkého východu z roku 1999, na které spolupracoval s Larsem Svenssonem a ilustrátorem Killianem Mullarneym.

## Životopis
V letech 1989 až 1997 byl členem Švédské faunistické komise. Od roku 1990 spolupracoval na prvním vydání určovací příručky ptáků Fågelguiden: Europas och Medelhavsområdets Fåglar i Fält (1999, Ptáci Evropy, severní Afriky a Blízkého východu). Žije v blízkosti švédského Karlstadu.
Jeho ilustrace se objevily ve významném ornitologickém díle European Breeding Bird Atlas 2: Distribution, Abundance and Change (2020).

## Ilustrace
- Fåglar i Europa, švédské vydání
- Birds of Europe, anglické vydání
- Fågelguiden: Europas och Medelhavsområdets Fåglar i Fält. Bonnier, 1999. ISBN 978-91-34-51038-8. (švédsky)
  - Collins Bird Guide, 1999, anglické vydání určovací příručky ptáků Fågelguiden
- Fågeldagbok 2013
- Alla Europas fåglar i färg, Bertel Bruun, Arthur Singer, Lars Svensson, Håkan Delin, Stockholm: Bonnier, 1987. ISBN 9134508589.
- Fåglarna: alla Europas och Medelhavsområdets fåglar i fält
- Handbook of Bird Identification, 1998, Mark Beaman a Steve Madge, ISBN 0713639601. (anglicky)
- Country Life Guides, Birds of Britain and Europe, anglické vydání
- Handbook of the Birds of Europe The Middle East and North Africa (Birds of the Western Palearctic), anglické vydání